# 飯野高広
飯野 高広（いいの たかひろ、本名：飯嶋 達機（いいじま たつき）、1967年（昭和42年）7月6日 - ）は、日本の服飾ジャーナリスト。

## 経歴
東京生まれ。1986年（昭和61年）私立麻布高等学校卒業。1991年（平成3年）慶應義塾大学商学部卒業。大学在学中は慶應義塾ワグネル・ソサィエティー男声合唱団に所属。
大学卒業後某大手鉄綱メーカーに11年余り勤務し、2002年（平成14年）に独立。出身がファッション業界でもマスコミ業界でもない、この世界では極めて異色の経歴を持つジャーナリスト。紳士服、紳士靴、コート、傘、鞄、メガネ、万年筆、フレグランスなど、男性の服飾品全般を執筆領域としている。青山・表参道エリアのいわゆる「業界系」ではなく、丸の内・大手町エリアの普通のビジネスマンの感覚で考え、歴史的背景を絡めつつビジネスマン経験を生かした視点で論じるのが特徴。「身に付けていること自体が目立つモノ」ではなく、「身に付けている人を引き立たせるモノ」を良品と考えている。
『LAST』『UOMO』『MEN’S CLUB』など様々な男性服飾誌への寄稿をはじめ、変わったところでは、学校の音楽の先生向けの雑誌『音楽教育Vent』などにも寄稿している。インターネットガイドサイト『All About』の紳士靴ガイドとしても活躍中。また専門学校で近現代ファッション史の講師も務めている。

## エピソード
- 好きな言葉は「すべて偉大なものは単純である」「最後まで、つきつめて、思索する」（いずれもヴィルヘルム・フルトヴェングラー）[3]
- 靴の歴史的背景、靴業界、靴の紹介から靴の手入れまですべてを知り尽くす「紳士靴の歩く辞書」のような人。手持ちの靴は160足あり、40年前の靴にも等しく愛情を注ぐ[4]。
- 小さいときから「似て非なるものをシリーズや系列でそろえるのが好きだった」。たとえばミニカーであれば、同じモデルで色違いのものを集めたり、筆記具なら同じシリーズのボールペンとシャープペンシルのセットを欲しがったり、ちょっとした違いが気になり、比較するのが好きだったという[4]。
- 青春時代の頃から、「流行ファッションを追いかけるのではなく、年をとっても今と同様に使える普遍性の高いもの」に興味があったという[4]。

## 著書
- 紳士靴を嗜む はじめの一歩から極めるまで(日本語)単行本 2010/6/18 朝日新聞出版 ISBN 978-4023308220
- 紳士服を嗜む 身体と心に合う一着を選ぶ(日本語)単行本 2016/12/30 朝日新聞出版 ISBN 978-4022512420
- 大切な靴と長くつきあうための靴磨き・手入れがよくわかる本(日本語)単行本 2017/12/9 池田書店 ISBN 978-4262160313